# Gallus (luta profissional)
Gallus é um grupo escocês vilão de wrestling profissional, composto por Wolfgang e pelos irmãos da vida real Joe Coffey e Mark Coffey. Eles são mais conhecidos por seu tempo na WWE.

## História

### WWE

#### NXT UK (2018–2022)
No programa do NXT UK de 5 de dezembro, o trio formado pelos irmãos Coffey e Wolfgang foi oficialmente chamado de Gallus (gíria escocesa para ousado ou confiante) em um segmento que desafiou o British Strong Style, além de Travis Banks.
Gallus estreou no programa do NXT UK em 12 de dezembro de 2018, com os membros Mark Coffey e Wolfgang derrotando Ashton Smith e Ligero em uma luta de duplas.
No episódio do NXT UK em 4 de outubro de 2019, Mark e Wolfgang derrotaram os campeões anteriores Mark Andrews e Flash Morgan Webster para conquistar o Campeonato de Duplas do NXT UK, mantendo-o por 497 dias.
Gallus teve um breve hiato, após Joe Coffey ser suspenso pela WWE, retornando em 2022, com Mark Coffey conquistando a Copa Heritage do NXT UK no programa de 23 de junho de 2022. Enquanto isso, Wolfgang perdeu para Ilja Dragunov pelo Campeonato do NXT UK em 23 de julho de 2022.

#### NXT (2022–2025)
No NXT Heatwave, Gallus fez sua estreia no NXT atacando o Diamond Mine. Em 23 de agosto de 2022, Gallus participou de uma luta de duplas no NXT, enfrentando os campeões de duplas do NXT UK, Brooks Jensen e Josh Briggs, e venceram por contagem. No Worlds Collide, Gallus foi a segunda equipe eliminada da luta fatal 4-way de eliminação de duplas pelos Campeonato de Duplas do NXT e do NXT UK. Eles então iniciaram uma rivalidade com Josh Briggs e Brooks Jensen, com estes últimos vencendo uma luta de duplas sem desqualificação entre as equipes. Gallus foi suspenso em setembro por atacar oficiais.
No New Year's Evil, em 10 de janeiro de 2023, Gallus retornou de sua suspensão e venceu uma luta gauntlet para se tornar os desafiantes #1 pelo Campeonato de Duplas do NXT, que Coffey e Wolfgang conquistaram no Vengeance Day no mês seguinte. No programa de 14 de março do NXT, Gallus defendeu seus títulos contra o Pretty Deadly. No NXT Stand & Deliver, Gallus derrotou os Creed Brothers e The Family para manter os títulos de duplas, com a ajuda de um retorno de Joe Coffey. Nos meses seguintes, Gallus defendeu os títulos contra os Creed Brothers e The Dyad, incluindo uma luta triple threat de duplas no episódio de 14 de abril do NXT e contra os Creed no NXT Battleground. No NXT Gold Rush, Gallus derrotou Malik Blade e Edris Enofe. No NXT: The Great American Bash, Gallus perdeu o Campeonato de Duplas do NXT para Tony D'Angelo e Channing "Stacks" Lorenzo, encerrando seu reinado em 176 dias. Em abril de 2024, a ESPN reportou que Gallus ajudou a treinar The Rock para sua luta de duplas com o campeão indiscutível universal da WWE, Roman Reigns, contra Cody Rhodes e o campeão mundial dos pesos-pesados Seth "Freakin" Rollins na Noite 1 da WrestleMania XL. No episódio de 14 de maio de 2024 do NXT, enquanto o programa estava se encerrando, as câmeras foram para os bastidores, mostrando Wes Lee, Josh Briggs e Ivar sendo atacados. Os agressores foram então revelados como sendo Gallus, marcando sua primeira aparição televisionada no NXT desde o episódio de 13 de fevereiro de 2024. Na Semana 1 do Great American Bash, eles atacaram Joe Hendry durante seu concerto. Na Semana 2, Joe Coffey enfrentou Hendry em uma luta que perdeu. Em um programa da TNA, Wolfgang lutou contra Hendry, também em uma luta que perdeu. Em 2 de maio de 2025, todos os membros do Gallus foram dispensados da WWE.

## Títulos e prêmios
- Pro Wrestling Illustrated
  - PWI colocou Joe Coffey na #171ª posição dos 500 melhores lutadores individuais em 2019
  - PWI colocou Mark Coffey na #178ª posição dos 500 melhores lutadores individuais em 2019
  - PWI colocou Wolfgang na #203ª posição dos 500 melhores lutadores individuais em 2019

- WWE
  - Campeonato de Duplas do NXT (1 vez) – Mark Coffey e Wolfgang[13]
  - Campeonato de Duplas do NXT UK (1 vez) – Mark Coffey e Wolfgang
  - Copa Heritage do NXT (1 vez) – Mark Coffey